# Cerro Wila Willkhi
Cerro Wila Willkhi är ett berg i Bolivia.   Det ligger i departementet La Paz, i den centrala delen av landet, 300 km nordväst om huvudstaden Sucre. Toppen på Cerro Wila Willkhi är 3 997 meter över havet, eller 64 meter över den omgivande terrängen. Bredden vid basen är 0,58 km.
Terrängen runt Cerro Wila Willkhi är huvudsakligen mycket bergig. Runt Cerro Wila Willkhi är det glesbefolkat, med 12 invånare per kvadratkilometer.. Närmaste större samhälle är Viloco, 10,8 km sydost om Cerro Wila Willkhi. 
Trakten runt Cerro Wila Willkhi består i huvudsak av gräsmarker.